# 古内一絵
古内 一絵（ふるうち かずえ、1966年 - ）は、日本の小説家、翻訳家。

## 経歴・人物
東京都生まれ。日本大学芸術学部映画学科を卒業する。2010年、「銀色のマーメイド」第5回ポプラ社小説大賞特別賞を受賞する（刊行時『快晴フライング』に改題）。同賞の受賞記者会見に出席した、同じく特別賞を受賞した浜口倫太郎が「とても上品で素敵な方だった」と自身のブログで語っている。映画会社（大映や角川映画）勤務を経る。2009年に退職する。以降、中国語の翻訳家として活躍している。2017年、『フラダン』で第6回JBBY賞（文学小説部門）を受賞する。2021年、『風の向こうへ駆け抜けろ』がNHK総合「土曜ドラマ」枠でテレビドラマ化される。

## 作品リスト

### 単行本・文庫
- 快晴フライング（2011年4月 ポプラ社 ISBN 978-4-591-12417-8/2013年4月 ポプラ文庫 ISBN 978-4-591-13433-7《文庫のみ「夏のエール」収録》）
  - 【改題】銀色のマーメイド（2018年9月 中公文庫 ISBN 978-4-12-206640-3《ポプラ文庫版に加筆・改稿》）
- 十六夜（いざよい）荘ノート（2012年9月 ポプラ社 ISBN 978-4-591-13070-4/2017年9月 中公文庫 ISBN 978-4-12-206452-2《単行本に加筆・修正》）
- 緑川厩舎シリーズ
  - 風の向こうへ駆け抜けろ（2014年1月 小学館 ISBN 978-4-09-386375-9/2017年7月 小学館文庫 ISBN 978-4-09-406428-5《単行本に加筆・改稿》）
  - 蒼のファンファーレ（2017年7月 小学館 ISBN 978-4-09-386472-5/2021年12月 小学館文庫 ISBN 978-4094070958）
  - 灼熱のメイダン（2025年2月 小学館 ISBN 978-4093867474）
- マカン・マランシリーズ

1. マカン・マラン 二十三時の夜食カフェ（2015年11月 中央公論新社 ISBN 978-4-12-004788-6）
2. 女王さまの夜食カフェ マカン・マラン ふたたび（2016年11月 中央公論新社 ISBN 978-4-12-004910-1）
3. きまぐれな夜食カフェ マカン・マラン みたび（2017年11月 中央公論新社 ISBN 978-4-12-005022-0）
4. さよならの夜食カフェ マカン・マラン おしまい（2018年11月 中央公論新社 ISBN 978-4-12-005140-1）

- 痛みの道標（2015年7月 小学館 ISBN 978-4-09-388434-1）
  - 【改題】赤道 星降る夜（2018年8月 小学館文庫 ISBN 978-4-09-406548-0《単行本に加筆・改稿》）
- 花舞う里（2016年5月 講談社 ISBN 978-4-06-220049-3/2021年3月 小学館文庫 ISBN 978-4094068986）
- フラダン（2016年9月 小峰書店 ISBN 978-4-338-28710-4/2020年3月 小学館文庫 ISBN 978-4094067545）
- キネマトグラフィカ シリーズ
  - キネマトグラフィカ（2018年4月 東京創元社 ISBN 978-4-488-02785-8 / 2022年3月 創元文芸文庫 ISBN 978-4488804015）
  - 二十一時の渋谷で キネマトグラフィカ（2021年9月 東京創元社  ISBN 978-4488028503 / 2023年9月 創元文芸文庫 ISBN 978-4488804022)
- アネモネの姉妹リコリスの兄弟（2019年8月 キノブックス ISBN 978-4-909689-50-4）
- 鐘を鳴らす子供たち（2020年1月 小峰書店 ISBN 978-4338287227 / 2023年8月 小学館文庫 ISBN 978-4094072846）
- お誕生会クロニクル（2020年9月 光文社 ISBN 978-4334913663 / 2024年3月 光文社文庫 ISBN 978-4334102432）
- 最高のアフタヌーンティーの作り方（2021年4月 中央公論新社 ISBN 978-4120054266）
- 星影さやかに（2021年6月 文藝春秋 ISBN 978-4163913827 / 2024年7月 文春文庫 ISBN 978-4167922504）
- 山亭ミアキス（2021年12月 KADOKAWA ISBN 978-4041109885 / 2024年1月 角川文庫 ISBN 978-4041135594）
- 百年の子（2023年8月 小学館 ISBN 978-4093866866）
- 東京ハイダウェイ（2024年5月 集英社 ISBN 978-4087718683）
- 最高のウエディングケーキの作り方（2024年10月 中央公論新社 ISBN 978-4120058431）

### 共著
- 通訳メソッドを応用したシャドウイングで学ぶ中国語基本動詞93（2013年9月 スリーエーネットワーク ISBN 978-4-88319-628-9 ）《共著者：長谷川正時》

### アンソロジー
- いただきますは、ふたりで。：恋と食のある10の風景（2025年7月 新潮文庫 ISBN 978-4101802992）

### 単行本未収録作品
小説
- 「世界は暗号で満ちている」（2016年4月 『小説BOC 1』中央公論新社 ISBN 978-4-12-004847-0 ）
- 「月の石」（『小説宝石』2019年11月号 光文社）
- 「御真影」（『オール讀物』2020年2月号 文藝春秋）
- 「ドールハウス」（『小説宝石』2020年3月号 光文社）
- 「あの日から、この日から」（『小説宝石』2020年4月号 光文社）
- 「刻の花びら」（『小説宝石』2020年5月号 光文社）
- 「背負う女―山亭ミアキス―」（『小説 野性時代』2021年7月号 KADOKAWA）

エッセイなど
- 「それぞれの苦しみに思いを馳せて」 - 『子どもの本棚』2018年3月号（日本子どもの本研究会）ISSN 0385-0528
- 「気持ちあらたに、色とりどりエッセイ」 - 『小説宝石』2021年2月号 光文社
- 「草枕、旅のあじ #4」 - 『あまから手帖』2021年4月号 クリエテ関西

連載
- 「東京ハイダウェイ」小説すばる 集英社 2022年12月号 - [8]

## メディア化作品

### ラジオドラマ
- 風の向こうへ駆け抜けろ（2017年10月2日 - 10月13日、NHK-FM放送「青春アドベンチャー」、全10回、出演：朝倉あき 他[9]）

### テレビドラマ
- 風の向こうへ駆け抜けろ（2021年12月18日・25日、NHK総合「土曜ドラマ」枠、全2回、主演：平手友梨奈[7]）